# Kabo (Zentralafrikanische Republik)
Kabo ist eine Stadt in der Präfektur Ouham-Fafa im nördlichen Zentrum der Zentralafrikanischen Republik. Die Bevölkerungszahl von Kabo wird für das Jahr 2012 mit 19.091 Einwohnern angegeben, damit lag sie auf Platz 18 der bevölkerungsreichsten Städte des Landes. Kabo ist die Hauptstadt der gleichnamigen Unterpräfektur.

## Lage und Verkehr
Kabo liegt in der Nähe der Grenze zum Tschad auf einer Höhe von etwa 420 m am Oberlauf eines Zuflusses zum Gribingui und wird von der Route Nationale 4 durchquert. Diese beginnt 62 Kilometer weiter nördlich in Moyenne Sido an der Grenze zum Tschad und endet im Süden in Damara unweit der Hauptstadt Bangui. Außerdem existiert eine Route Regionale, die nach Südosten in die Stadt Kaga-Bandoro führt.
Am nördlichen Stadtrand gibt es eine Landepiste, die für humanitäre Flüge genutzt wird.

## Infrastruktur
Das örtliche Krankenhaus wird von Ärzte ohne Grenzen unterstützt. Die katholische Kirche von Kabo heißt „Notre Dame des Anges de Kabo“.

## Geschichte
Im Jahr 2001 eroberten Truppen von François Bozizé Kabo. Dieser war General der zentralafrikanischen Streitkräfte gewesen und hatte einen Putschversuch gegen den Präsidenten Ange-Félix Patassé gestartet, der jedoch fehlschlug. Daraufhin setzte er sich mit ihm loyalen Truppen in den Tschad ab und startete von dort aus Angriffe auf die Zentralafrikanische Republik. Bei Kämpfen im Dezember 2001 kamen in Kabo 21 Regierungssoldaten ums Leben, die überlebenden flohen in den Busch. Im Jahr 2003 schließlich erreichte Bozizé Bangui und putschte sich an die Macht.
Um den Jahreswechsel 2012/2013 nahm die Séléka große Teile der Zentralafrikanischen Republik ein. Am 19. Dezember 2012 eroberten sie Kabo, es kam zu einigen Zwischenfällen, die Rebellen verließen die Stadt jedoch nach kurzer Zeit.
Nachdem Kabo 2014 von der Rebellengruppe MPC erobert worden war, die Ende 2020 Teil der CPC wurde, blieb die Stadt bis ins Jahr 2021 unter der Kontrolle der Rebellen. Erst am 15. April 2021 nahmen die Streitkräfte und ihre Verbündeten die Stadt wieder ein.